# KRTAP19-6
KRTAP19-6 (англ. Keratin associated protein 19-6) – білок, який кодується однойменним геном, розташованим у людей на довгому плечі 21-ї хромосоми. Довжина поліпептидного ланцюга білка становить 58 амінокислот, а молекулярна маса — 6 267.
| 10         |  | 20         |  | 30         |  | 40         |  | 50         |
| ---------- |  | ---------- |  | ---------- |  | ---------- |  | ---------- |
| MRYYGSYYRG |  | LGYGCGGFGG |  | LGYGCGCGGY |  | RYGSGYGGYR |  | YGCCRPSCRE |
| GYGFSGFY   |  |            |  |            |  |            |  |            |

C: Цистеїн

E: Глутамінова кислота

F: Фенілаланін

G: Гліцин

L: Лейцин

M: Метіонін

P: Пролін

R: Аргінін

S: Серин